# Copa de Jamaica
La Copa de Campeones JFF también llamada Copa de Jamaica y Copa Lynk por motivos de patrocinio, es una competición de fútbol disputada entre clubes de Jamaica de la primera y segunda división.
Tuvo su primera edición en 1990, teniendo como ganador al equipo Olympic Gardens siguiendo hasta su última edición en 2014 último año en el que se disputó por último vez hasta posteriormente su refundación en 2022. 
El actual campeón es el Portmore United que logró su quinto título al derrotar por 2:0 al Cavalier SC, convirtiéndose así en el máximo ganador del trofeo.

## Finales
| Año                                                            | Campeón         | Marcador       | Subcampeón         |
| -------------------------------------------------------------- | --------------- | -------------- | ------------------ |
| NBS Federation (FA) Cup                                        |                 |                |                    |
| 1990/91                                                        | Olympic Gardens | 1-0            | Hazard United      |
| 1991/92                                                        | Seba United     |                |                    |
| 1992/93                                                        | Olympic Gardens |                |                    |
| 1993/94                                                        | Harbour View    |                |                    |
| 1994/95                                                        | Reno            |                |                    |
| 1995/96                                                        | Reno            | 1-0            | Arnett Gardens     |
| 1996/97                                                        | Naggo's Head    | 1-0            | Hazard United      |
| 1997/98                                                        | Harbour View    | 1-0            | Waterhouse         |
| 1998/99                                                        | Tivoli Gardens  | 2-0            | Violet Kickers     |
| 1999/00                                                        | Hazard United   | 1-0            | Wadadah            |
| 2000/01                                                        | Harbour View    | 3-0            | Wadadah            |
| 2001/02                                                        | Harbour View    | 2-1            | Rivoli United      |
| 2002/03                                                        | Hazard United   | 1-0            | Harbour View       |
| 2003/04                                                        | Waterhouse      | 2-1            | Village United     |
| Red Stripe Champions Cup                                       |                 |                |                    |
| 2004/05                                                        | Portmore United | 3-1            | Harbour View       |
| 2005/06                                                        | Tivoli Gardens  | 3-2 (pr.)      | Portmore United    |
| 2006/07                                                        | Portmore United | 1-1 4-3 pen.   | Boy's Towm         |
| City of Kingston (COK) Co-operative Credit Union Champions Cup |                 |                |                    |
| 2007/08                                                        | Waterhouse      | 2-0            | Tivoli Gardens     |
| Flow All-Island Champions Cup                                  |                 |                |                    |
| 2008/09                                                        | Boy's Town      | 3-0            | Tivoli Gardens     |
| 2009/10                                                        | Boy's Town      | 3-2 (pr.)      | Humble Lions       |
| 2010/11                                                        | Tivoli Gardens  | 3-0            | St. George's S.C.  |
| 2011/12                                                        | no disputada    | no disputada   | no disputada       |
| 2012/13                                                        | Waterhouse      | 2-2 (3-1 pen.) | Tivoli Gardens     |
| 2014                                                           | Reno            | 4-3            | Montego Bay United |

## Títulos por equipo
| Club               | Títulos | Subtítulos | Años campeón                                | Años subcampeón                              |
| ------------------ | ------- | ---------- | ------------------------------------------- | -------------------------------------------- |
| Portmore United    | 5       | 4          | 1999-00, 2002-03, 2004-05, 2006-07, 2022-23 | 1990-91, 1993-94 o 1994-95, 1996-97, 2005-06 |
| Harbour View       | 4       | 2          | 1993-94, 1997-98, 200-01, 2001-02           | 2002-03, 2004-05                             |
| Tivoli Gardens     | 3       | 3          | 1998-99, 2005-06, 2010-11                   | 2007-08, 2008-09, 2012-13                    |
| Waterhouse         | 3       | 1          | 2003-04, 2007-08, 2012-13                   | 1997-98                                      |
| Reno               | 3       | -          | 1994-95, 1995-96, 2014                      | ----                                         |
| Boy's Town         | 2       | 1          | 2008-09, 2009-10                            | 2006-07                                      |
| Olympic Gardens    | 2       | -          | 1990-91, 1992-93                            | ----                                         |
| Seba United        | 1       | -          | 1990-91                                     | ----                                         |
| Naggo's Head       | 1       | -          | 1996-97                                     | ----                                         |
| Wadadah            | -       | 2          | ----                                        | 1999-00, 2000-01                             |
| Violet Kickers     | -       | 1          | ----                                        | 1998-99                                      |
| Rivoli United      | -       | 1          | ----                                        | 2001-02                                      |
| Village United     | -       | 1          | ----                                        | 2003-04                                      |
| Humble Lions       | -       | 1          | ----                                        | 2009-10                                      |
| St. George's S.C.  | -       | 1          | ----                                        | 2010-11                                      |
| Montego Bay United | -       | 1          | ----                                        | 2014                                         |
| Arnett Gardens     | -       | 1          | ----                                        | 1995-96                                      |
| Cavalier SC        | -       | 1          | ----                                        | 2022-23                                      |